# نوريو ماتسوبارا
نوريو ماتسوبارا (بالبرتغالية: Norio Matsubara‏) هو سائق سيارة سباق برازيلي، ولد في 1969.

## روابط خارجية
- نوريو ماتسوبارا على موقع DriverDB.com (الإنجليزية)